# Lycaena timeus
Lycaena timeus är en fjärilsart som beskrevs av Pieter Cramer 1779. Lycaena timeus ingår i släktet Lycaena och familjen juvelvingar. Inga underarter finns listade i Catalogue of Life.